# Numício

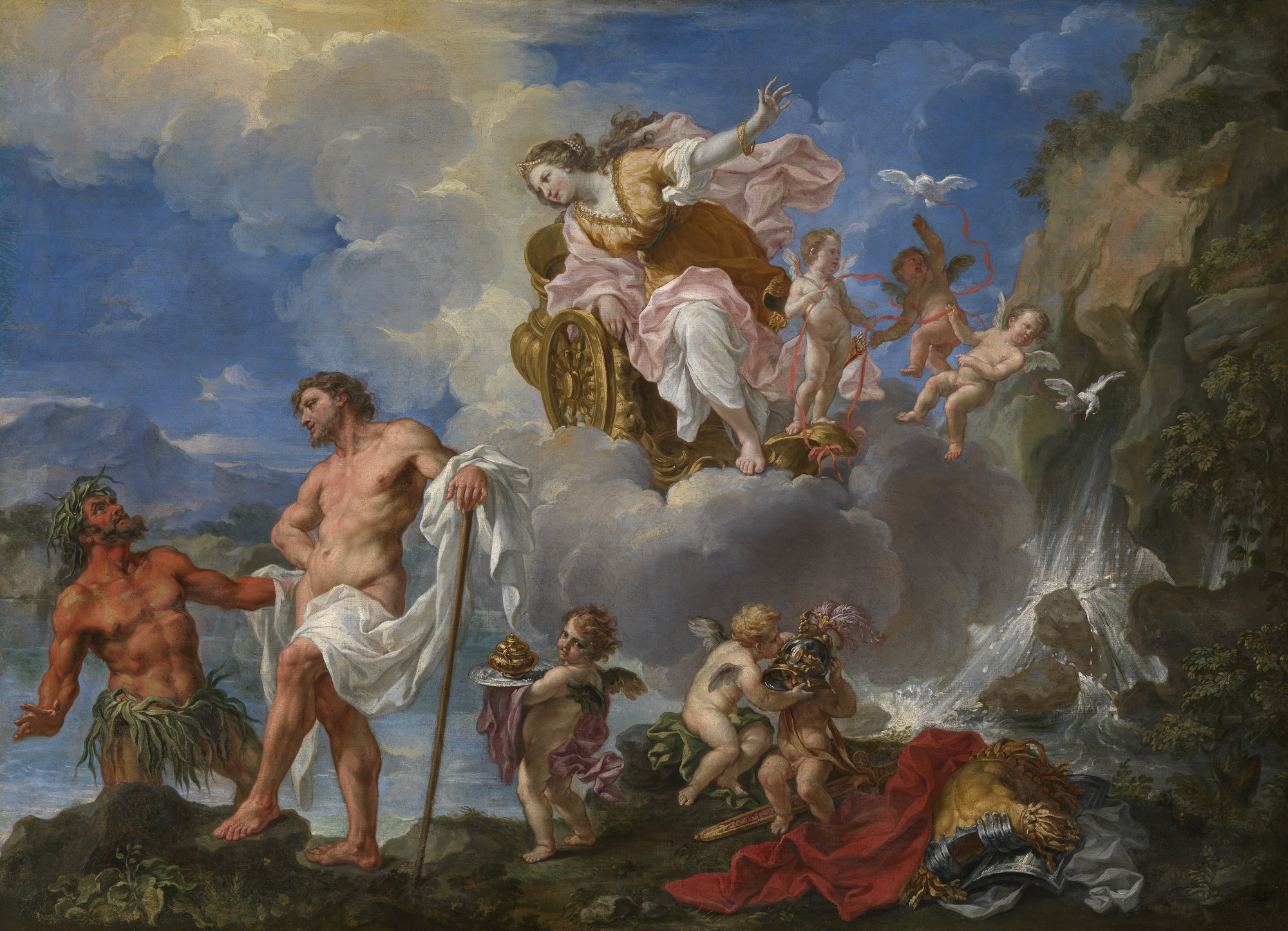
Pier Leone Ghezzi, A Purificação de Eneias no Rio Numício

O Numício era um rio da antiga Lácio, que desaguava no mar, entre as cidades de Lavínio e Ardea. De acordo com a mitologia de Tito Lívio, Eneias está enterrado em suas margens. O rio também é representado em textos antigos como o rio-deus Numício (em grego: "Nomikios"). Como descrito por Ovídio, a mando de Vênus, Numício limpa Eneias de toda a sua parte mortal, de maneira que ele possa se tornar um deus, conhecido como Jupiter Indiges.